# Верховский, Михаил Иванович
Михаил Иванович Верховский (также Верховско́й; 24 июля [4 августа] 1781, Унженская волость, Костромское наместничество — январь 1863, Унженская волость, Костромская губерния) — русский дворянин из рода Верховских, макарьевский уездный предводитель дворянства (1824—1825 и 1834—1843), коллежский асессор.

## Биография
Родился 24 июля 1781 года в дворянской семье. В июле 1797 года вместе со старшим братом Николаем вступил в воинскую службу. После окончания юнкерской школы оба служили прапорщиками в полку гарнизона города Рейхенберга, где по русско-австрийскому союзническому договору квартировали русские войска. Позднее братья в чине подпоручиков служили в Московском гренадерском полку.
Во время второй войны против Франции (1805—1807) участвовал в сражениях при Прейсиш-Эйлау (26-27.01.1807) и Гуттштадте (24-25.05.1807), где был ранен.
С 1808 по 1809 года участник русско-турецкой войны, участвовал в осаде и взятии Браилова в Валахии и осаде Силистрии в Болгарии, в других операциях этой войны, за что награжден орденом святой Анны III степени. В 1810 году вышел в отставку с чином майора.
С 1810 по 1814 год был заседателем Костромской губернской уголовной палаты, С 1826 по 1828 год служил чиновником по особым поручениям при Костромском губернаторе, девять сроков избирался предводителем дворян Макарьевского уезда (1824—1825 и 1834—1843). Удостоен чина коллежского асессора.
Вместе с братом Николаем наследовал от матери усадьбу Петровку, в 1829 году купил у штаб-лекаря Е. Е. Шрейбера в Костроме двухэтажный дом на Марьиной улице (ныне дом № 61 на ул. Шагова).
Михаил Иванович и Ольга Карловна умерли в усадьбе Петровка и были похоронены рядом с усадьбой в церкви Святого Вознесения.

## Чины
- Прапорщик (1797)
- Майор (1810)
- Коллежский асессор

## Награды
- Орден Святой Анны 3 степени (1809)
- Орден Святого Владимира 4 степени
- Орден Святой Анны 2 степени
- Знак отличия беспорочной службы XV лет

## Семья
В 1820 году женился на Ольге Карловне Толь (04.07.1803, Ярославль — 08.01.1868, Петровка) дочери Марии Ивановны из польского семейства Верещака (178? — 29.12.1849, Кострома) и генерал-майора Карла Ивановича фон Толь (177? — 1852, Кострома), который с 1818 года служил в Костроме начальником бригады, затем начальником внутренней стражи. Михаил и Ольга венчались в церкви Святой Троицы на Троицкой улице (ныне ул. Козуева, угол сквера А. А. Новикова).
- Сын — Владимир (1835—1916), чиновник Министерства путей сообщения.